# IC 4992
IC 4992 ist eine Balken-Spiralgalaxie vom Hubble-Typ SBc im Sternbild Pfau am Südsternhimmel. Sie ist schätzungsweise 181 Millionen Lichtjahre von der Milchstraße entfernt und hat einen Durchmesser von etwa 120.000 Lichtjahren. Sie gilt als Mitglied der zehn Galaxien zählenden NGC 6876-Gruppe (LGG 432).

Im selben Himmelsareal befinden sich u. a. die Galaxien IC 4982 und IC 4985.
Die-Typ-IIP-Supernova SN 2010gw wurde hier beobachtet.
Das Objekt wurde am 21. September 1900 vom US-amerikanischen Astronomen DeLisle Stewart entdeckt.